# Rue Auguste-Mounié
La rue Auguste-Mounié est une voie de la commune française d'Antony dans les Hauts-de-Seine.

## Situation et accès

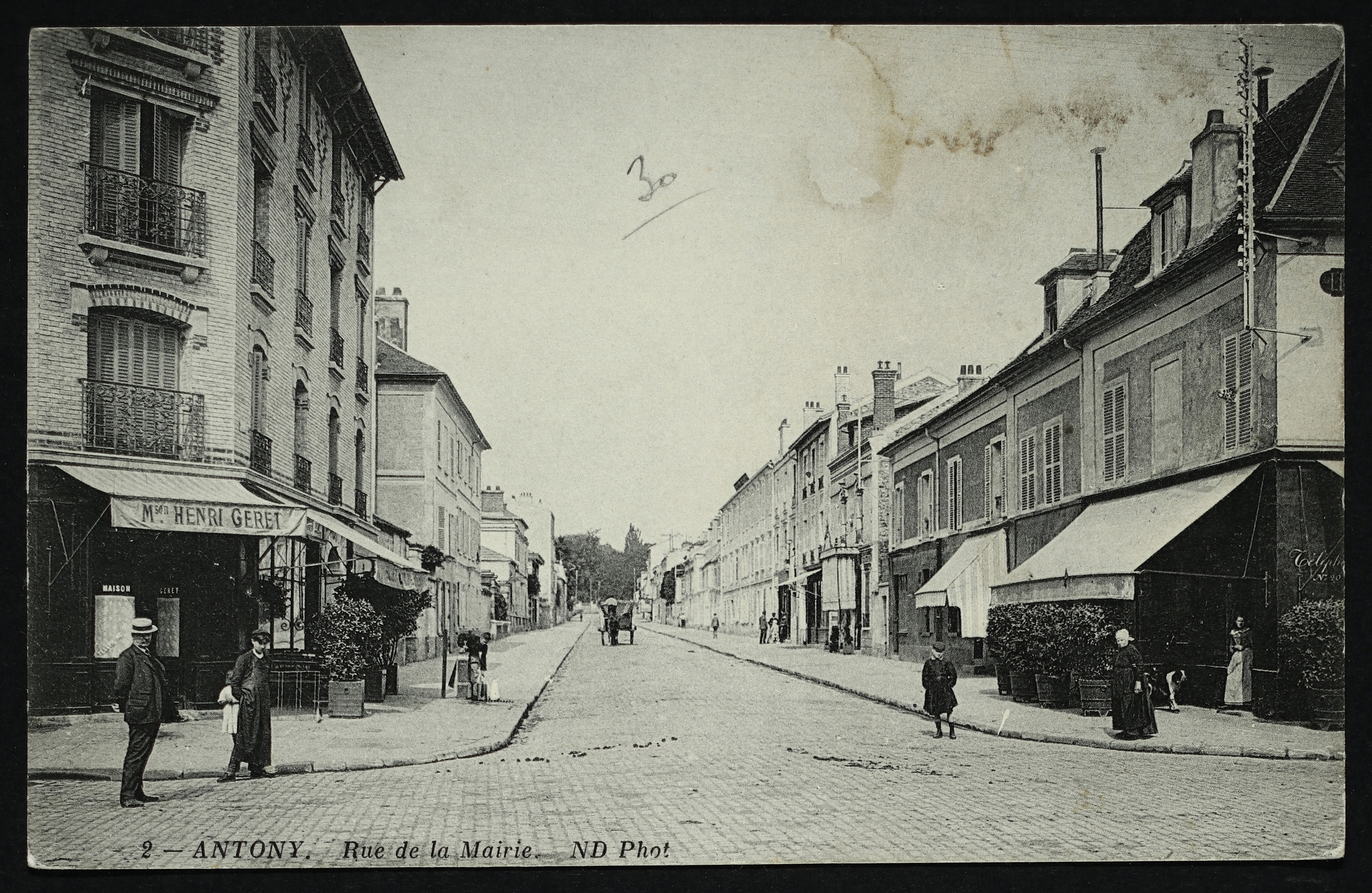
La rue de la Mairie vers 1900.

Le tracé de cette rue commence à l'est au croisement de l'avenue de la Division-Leclerc et de l'avenue Aristide-Briand, où elle est prolonge la rue Jean-Moulin. Elle se termine à l'ouest dans l'axe de la rue Maurice-Labrousse, au carrefour de l'avenue Gabriel-Péri, du boulevard Pierre-Brossolette et de la rue de l'Abbaye. La circulation automobile se fait à sens unique dans ce même sens.
Sa desserte s'effectue par la gare d'Antony du RER B.
En partant du croisement de l'avenue de la Division-Leclerc et de l'avenue Aristide-Briand, cette voie ne rencontre que, sur sa gauche : la place Patrick-Devedjian et sur sa droite l'allée Louise, allée piétonne qui permet d'accéder au parc Bourdeau.

## Origine du nom

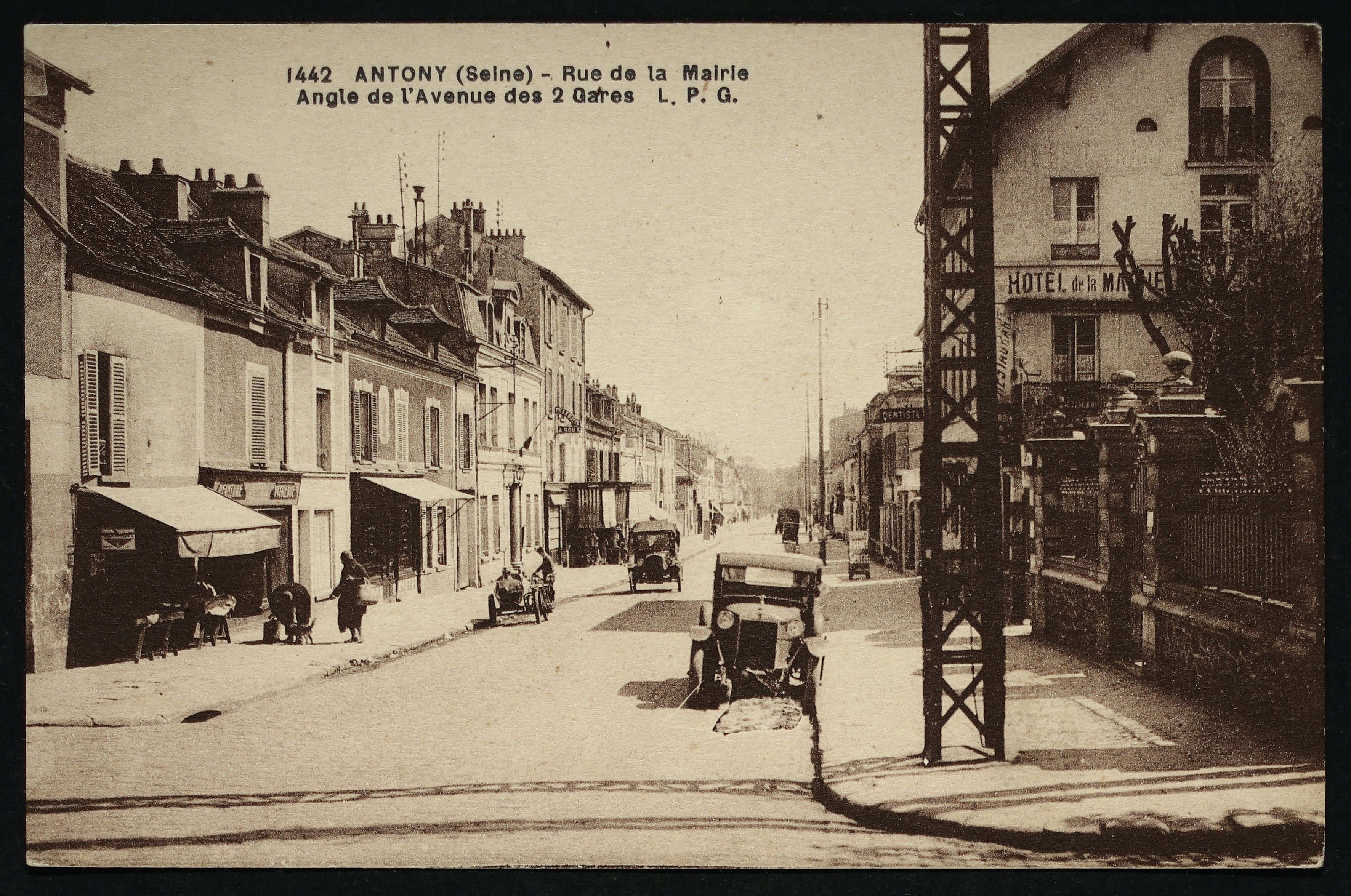
Rue de la Mairie, angle de l'avenue des Deux-Gares (avenue Gabriel-Péri).

Cette rue tient son nom du maire d'Antony, Auguste Mounié (1878-1940), mort en activité. Le conseil municipal lui attribue cette nouvelle appellation le 2 février 1941, à l'unanimité.

## Historique

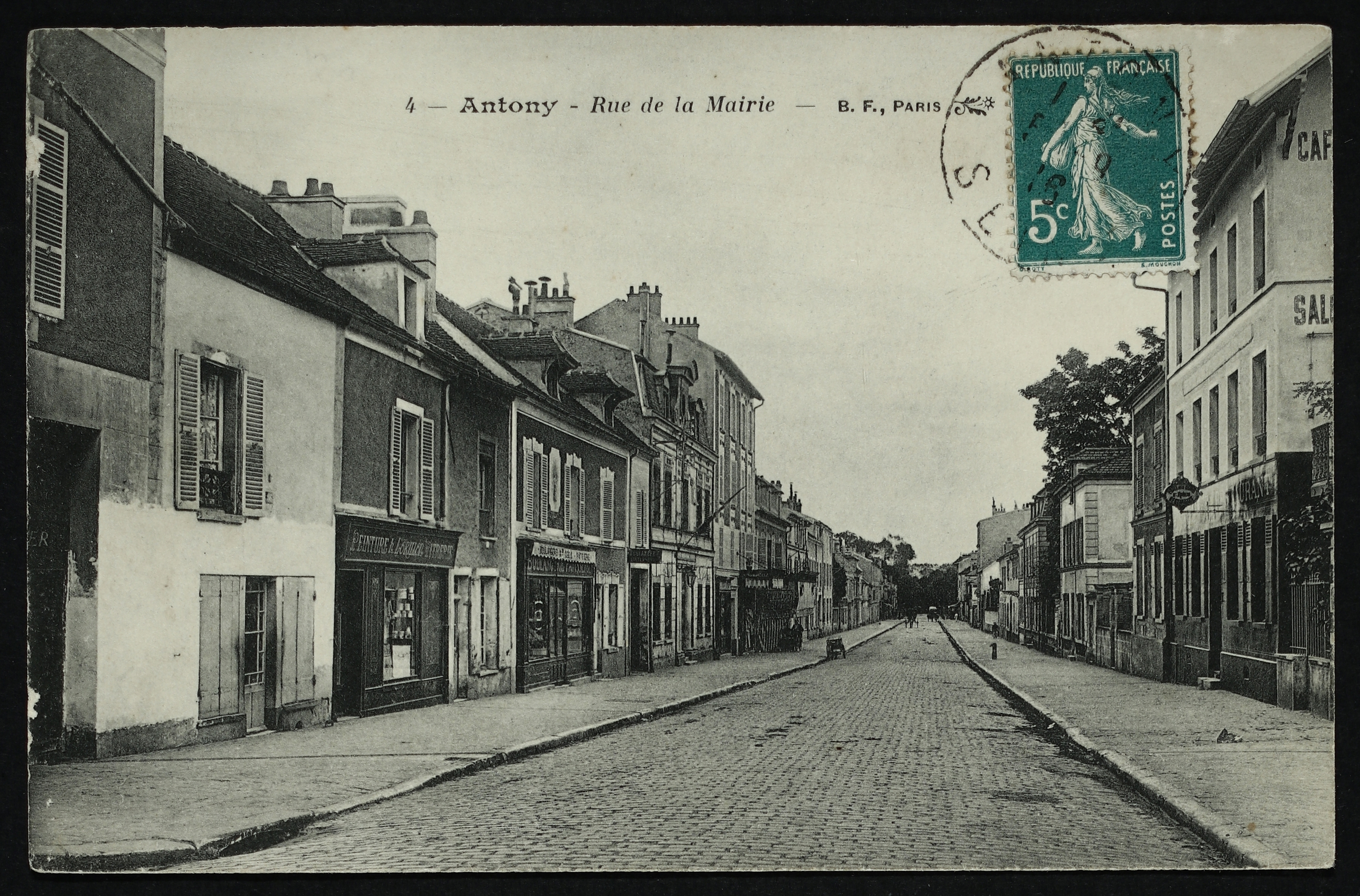
Antony - rue de la Mairie.

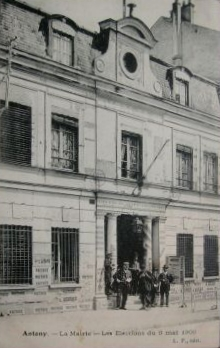
La mairie en 1906.

Cette voie existe dans tous les documents connus. Au XVIe siècle, elle est nommée « voie allant du four banyer au Pont d'Antony ». C'était la voie qui faisait la jonction entre le village et l'écart du Pont et qui le reste jusqu'au XXe siècle où le développement de la circulation sur la nationale 20 entraîne de nombreuses constructions le long de cette voie qui devient alors le lieu commerçant le plus animé de la ville.
Depuis 1793, la municipalité utilise comme lieu de réunion, un petit local. Une ordonnance royale du 1er septembre 1835 ordonne la construction dans cette rue d'un bâtiment destiné à être une mairie et une école. Il est achevé en 1838 et transformé entre 1865 et 1868.
Après l'installation de la mairie dans cette rue, ce sont les écoles libres : Institution Jeanne-d'Arc pour les filles, pensionnat Villenfin pour les garçons. L'école communale des garçons est située au sein de la mairie. 
La construction de la ligne de Sceaux en 1854 entraîne sa séparation en deux parties et la création d'un passage à niveau.
La rue s'appelle alors « rue du Pont » et plus tard « rue de la Mairie ». 
La mairie déménage en 1927 vers son emplacement actuel, place de l'Hôtel-de-Ville, et le bâtiment est transformé en bibliothèque, puis détruit en 1994.
La rue est classée dans la voirie urbaine le 4 mai 1874.
Des combats s'y déroulent le jeudi 24 août 1944, pendant la Libération de Paris, lorsque des soldats de la 2e DB restent bloqués dans la rue.
Une consultation citoyenne a été organisée en 2019 en vue de son réaménagement.

## Bâtiments remarquables et lieux de mémoire
Du côté impair :

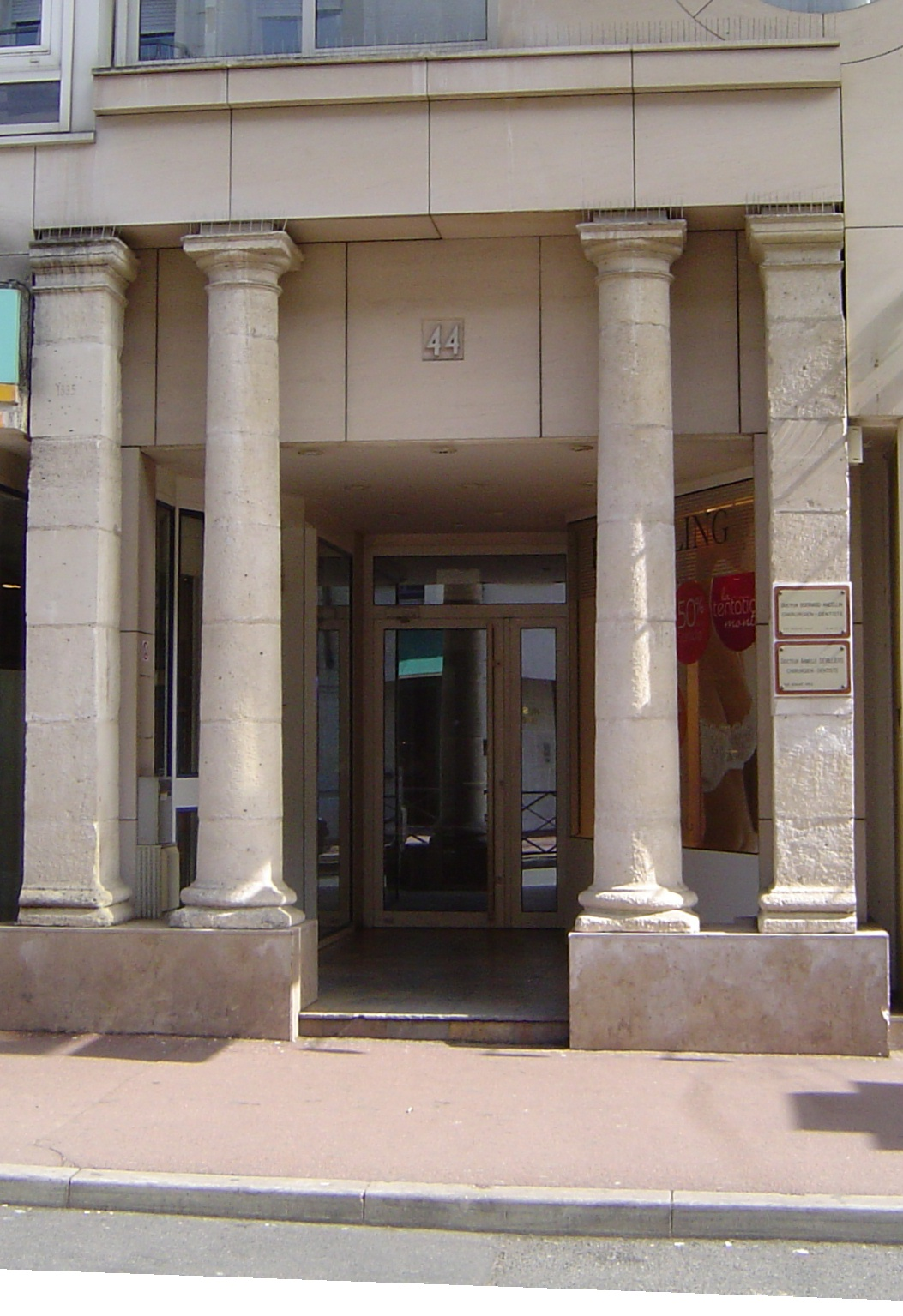
Au no 44, les deux colonnes de l'ancienne mairie.

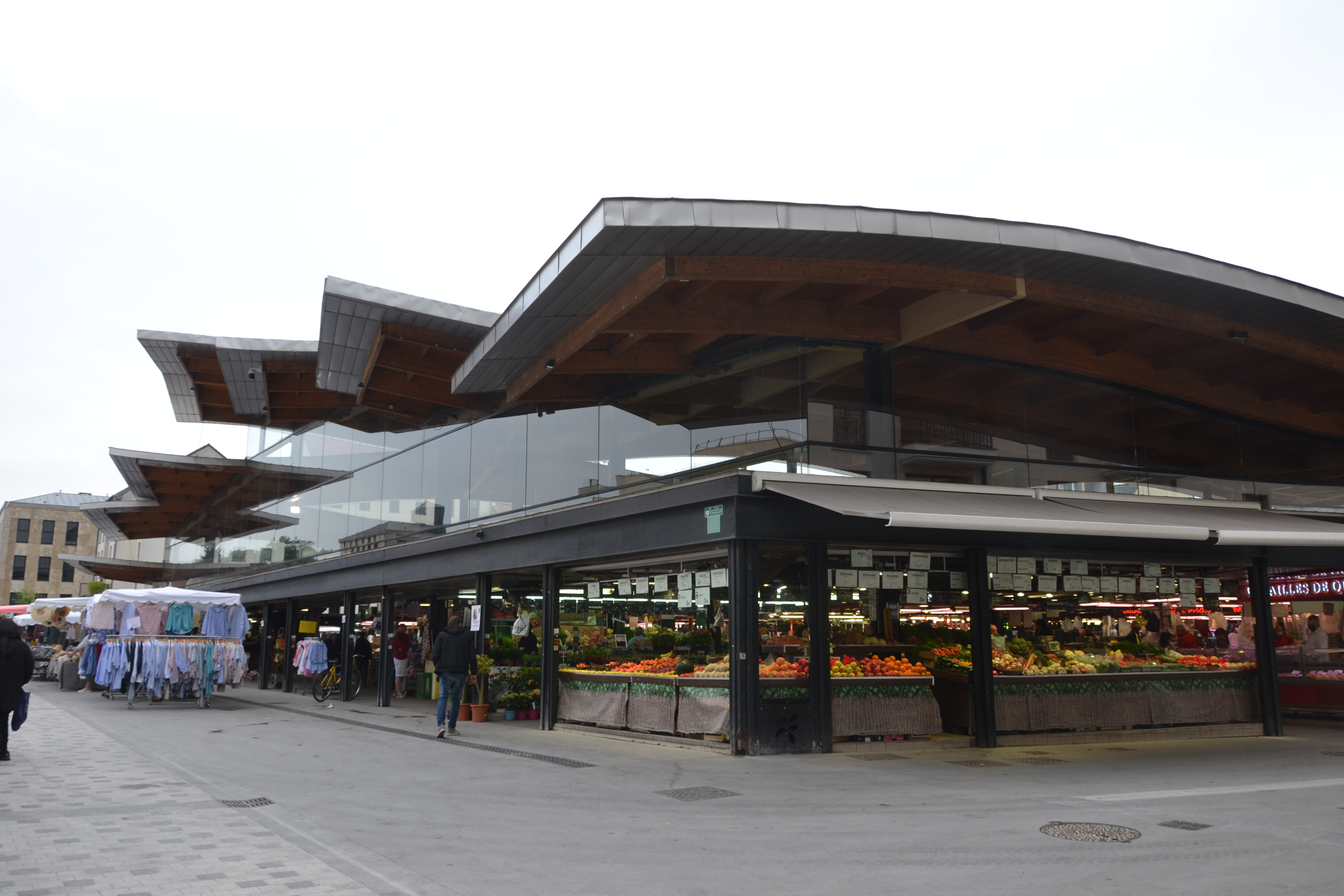
Halle du marché d'Antony en 2021.

Sur le mur pignon du no 17 à droite de l'entrée de la poste, une grande peinture en trompe-l'œil représentant un peintre monté sur une échelle en train de repeindre une façade de commerce, a disparu à la fin des années 2010.

Cette peinture était due à Janine Delaporte.
Au no 31; le café de la Mairie a été remplacé en 1988 par un Mc Donald's.
Du côté pair : 
Au no 32, la poste s'installe en 1934. Elle était située avenue Gabriel-Péri depuis 1895. Le central téléphonique « Berny », siège de l'indicatif « BER », lui est intégré en 1944.
Au no 44, à la place de l'ancienne mairie, une résidence dont le constructeur a conservé deux colonnes en souvenir de l'ancien bâtiment dû à l'architecte Auguste Isidore Molinos.
Au XIXe siècle, lorsque l'on remontait la rue Auguste-Mounié (qui s'appelait avenue du Pont), le premier bâtiment à droite était l'école primaire dirigée par les marianistes. En face se trouvait une autre école, installée en 1820, et fondée par les religieux de la congrégation de saint André-Hubert Fournier. En 1908, elle prit le nom d'Institution Jeanne-d'Arc et vers 1928, devint l'Institut La Croix. Cette institution n'a cessé de se développer et en 1975, la congrégation des Sœurs de la Croix se mit d'accord avec la congrégation des marianistes pour faire de leurs deux écoles une seule unité pédagogique et administrative qui devient l'Institution Sainte-Marie. L'école de la Congrégation de Saint André-Hubert Fournet est démolie dans les années 1980, et l'école La Croix en 1995.
Halle du marché d'Antony, récemment construite. Le marché lui-même fut établi en 1891.

## Pour approfondir

### Iconographie
- Vues anciennes de la rue de la Mairie sur le site de l'atelier-musée du pays d'Antony.